# Metoncholaimus moles
Metoncholaimus moles is een rondwormensoort uit de familie van de Oncholaimidae. De wetenschappelijke naam van de soort is voor het eerst geldig gepubliceerd in 1983 door Zhang & Platt.